# Ocellularia dactyliza
Ocellularia dactyliza är en lavart som beskrevs av Mason Ellsworth Hale 1978. 
Ocellularia dactyliza ingår i släktet Ocellularia och familjen Thelotremataceae. Inga underarter finns listade i Catalogue of Life.